# Origene (filosofo pagano)
Origene di Alessandria (greco: Ὠριγένης; Alessandria, ... – ...; fl. inizio III secolo) è stato un filosofo greco antico pagano della cerchia neoplatonica, da non confondere con il quasi contemporaneo e più famoso teologo cristiano Origene, anch'egli di Alessandria.
Entrambi, secondo Eusebio di Cesarea, furono allievi di Ammonio Sacca anche se sull'esattezza di questa notizia non si può essere assolutamente certi.

## Citazioni
Il pagano Origene è menzionato tre volte nella Vita di Plotino di Porfirio, e dal modo in cui se ne parla è abbastanza evidente che egli considera le due persone come distinte. Porfirio detestava profondamente il teologo cristiano Origene, mentre il suo omonimo neoplatonico era tenuto in notevole considerazione sia da Cassio Longino che da Plotino.
Difficoltà di vario tipo, d'altronde, anche di natura cronologica, si frappongono alla possibilità di identificare i due nella stessa persona.
Origene riceve poi diverse altre menzioni da Proclo, oltre a qualche citazione di altri autori più tardi.

## Pensiero
Dalle menzioni pervenuteci, quasi nulla trapela del suo pensiero, che non dovette essere comunque troppo originale. L'unico aspetto conosciuto riguarda il principio ultimo della realtà: Origene, a differenza di Plotino, non considera l'Uno come il principio ultimo al disopra dell'intelletto supremo (il Nous) e dell'essere, ma considerava questi ultimi come il principio di ogni realtà. 
Questo porterebbe ad ascrivere la sua visione filosofica nel solco di un più tradizionale Medioplatonismo, piuttosto che al Neoplatonismo di Plotino.
Secondo la teoria di Arthur Hilary Armstrong, ricercatore dell'Università di Cambridge, non è del tutto da escludersi l'ipotesi che sia vissuto un Ammonio cristiano maestro dell'Origene cristiano, da non confondersi con l'Ammonio pagano che insegnò a Plotino, a Origene e al distinto Origene il filosofo (detto il Pagano). L'autore propende per la tesi più semplice, quella di un unico Ammonio maestro dei due Origene e di Plotino.